# Sesbania grandiflora

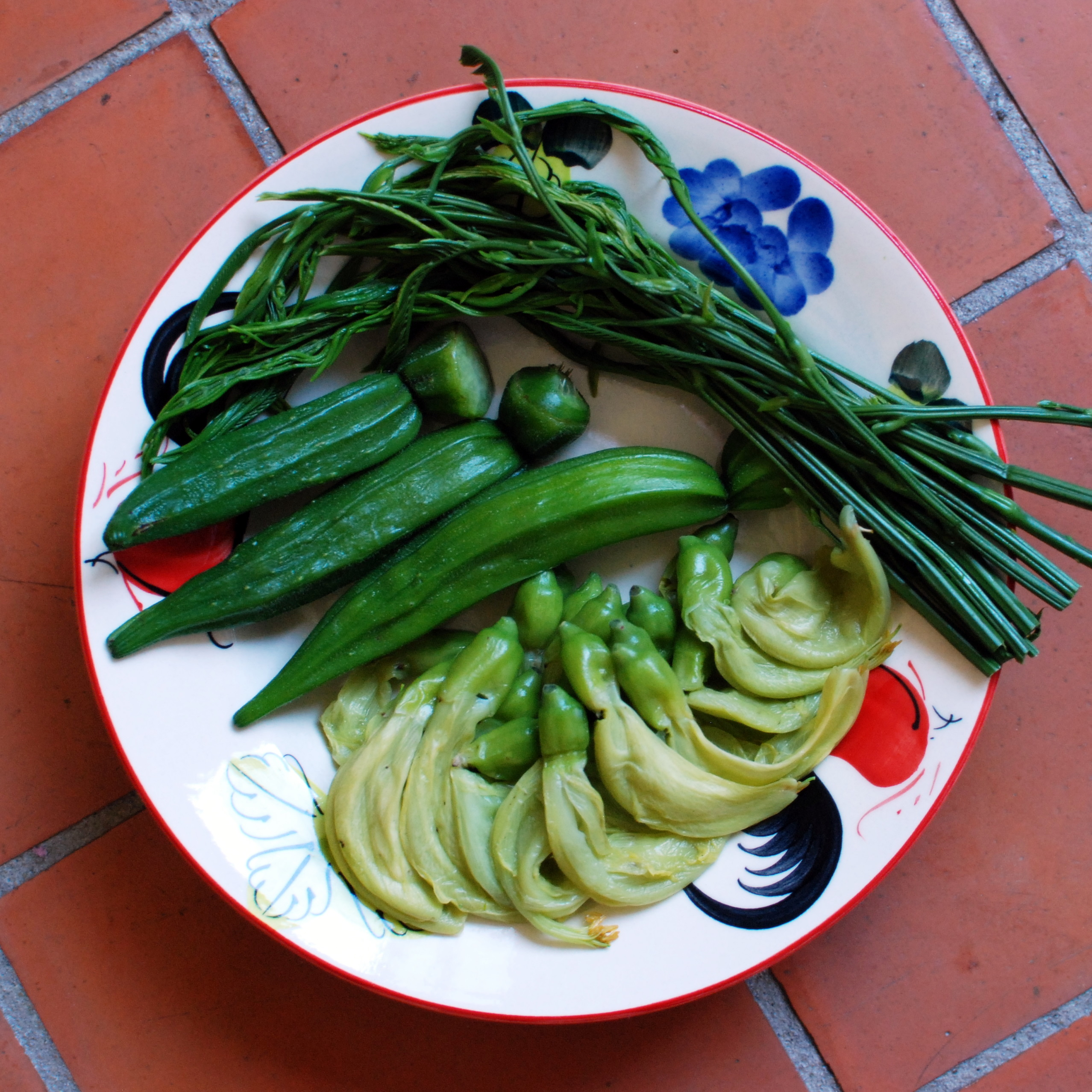
Flors de Sesbania grandiflora bullides (a dalt) en la cuina tailandesa

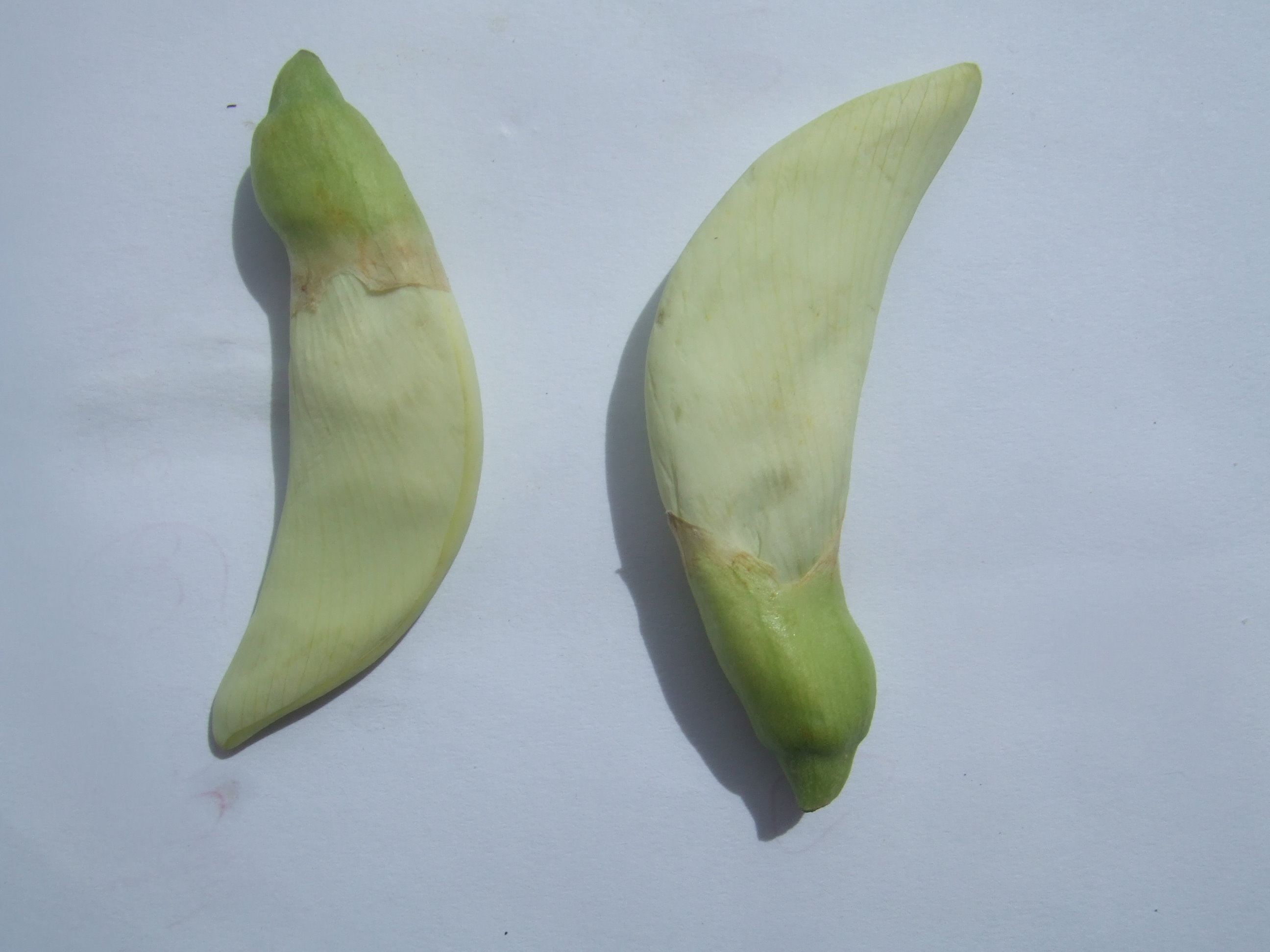
Flors de S. grandiflora

Sesbania grandiflora (sinònim Aeschynomene grandiflora), coneguda col·loquialment com a agati, és un petit arbre del gènere Sesbania. És un arbret de creixement ràpid de fins a 5 m d'alt. Les flors són grosses i de color blanc, roig o rosa. Els fruits són llegums aplanats. És una planta extremadament sensible a les glaçades. Probablement originari de l'Índia o el sud-est d'Àsia, creix en zones tropicals humides de tot el món. Les flors de es mengen com a verdura per exemple a Laos, Tailàndia, Java, el Vietnam i Ilocos (Les Filipines). Les tavelles tendres i les fulles també es mengen.